# Plaza Dreves
Plaza Dreves es una plaza de la ciudad de Temuco, Región de La Araucanía, Chile. Se ubica en la denominada manzana 14 del barrio Dreves, delimitada por las calles San Guillermo por el este, León Gallo por el sur, San Ernesto por el oeste y la avenida Bernardo O'Higgins por el norte. Posee una serie de máquinas de ejercicios propiciadas por la Municipalidad de Temuco, además de distintos juegos infantiles. La expansión urbana por la que atravesó Temuco a principios del siglo XX dio origen a la Población Dreves, dentro de este naciente sector en la capital regional, contemplaba en su momento una plaza denominada Bismark hacia 1916. Posteriormente en 1940 la plaza cambiaría su nombre a plaza 18 de septiembre hasta que sería conocida popularmente como plaza Dreves hasta la actualidad.

## Entorno
Alrededor de la plaza se encuentran emplazadas la Escuela San Francisco de Asís, perteneciente a una congregación religiosa franciscana, el Colegio Centenario, el edificio Espacio Zúrich, la cual ofrece departamentos habitables y de oficinas y la sede social del barrio Dreves. Además de una serie de automotoras de reconocidas marcas, entre las que se encuentra Chevrolet.
La plaza además poco a poco se ha transformado en un centro artístico y cultural espontáneo para distintas agrupaciones de la ciudad, donde recurrentemente practican slackline, destreza circense, pintura, entre otras actividades.
En la primavera de 2015, se inició en la plaza un mercado informal de barrio (tipo bazar) que funciona los días domingos desde las 8:30 hasta alrededor de las 16:30 horas. La feria congrega a más de cien vendedores. Producto al desarrollo de este mercado informal, en 2016, luego de constantes reclamos de vecinos, comenzó a ser fiscalizada por funcionarios municipales.

## Transporte

### Autobuses urbanos
Las líneas de autobuses urbanos que pasan por la plaza son:
- 2A: Santa Elena de Maipo-Parque Costanera II.
- 5B: Labranza-Villa Los Ríos.
- 6A: Fundo El Carmen-Villa Los Ríos.

### Taxis colectivos
Por la plaza Dreves solamente circula la siguiente línea de taxis colectivos:
- 24A: Altamira-Langdon.